# 知恵の館
知恵の館（ちえのやかた）は、830年、アッバース朝の第7代カリフ・マアムーンが首都のバグダードに設立した総合的な研究施設。
図書館でもあり、翻訳センターでもあり、研究や討議をする施設でもあり、教育をする施設でもあり、天文台も併設していた。イスラーム黄金時代（8世紀〜13世紀）を象徴する学術施設である。100年ないし150年ほど機能した。

## 概説
知恵の館は、単なる図書館ではなく、次のような多様な機能を果たす総合的な学問研究機関であった。
書物の翻訳
ギリシア語、シリア語、サンスクリット語、ペルシア語などで書かれた古代の科学（英語版項目）・哲学文献のアラビア語への翻訳が積極的に行われた。主にギリシア語の学術文献のアラビア語への翻訳を行い、特にアリストテレス、プラトン、ヒポクラテス、ガレノスなどの古典ギリシアの文献が中心であった。
医学書、天文学書（現代でいう天文学書だけでなく、占星術書を含む）、数学に関するヒポクラテスの書、医学関連ではガレノスの文献から、哲学関係の文献はプラトン・アリストテレスの書とその注釈書など、膨大な書物が大々的に翻訳され、これは国家事業として行われたので「大翻訳」とも言われる。翻訳元になる文献は、使節団を東ローマ帝国に派遣して集めることもあった。
学術研究と討論
天文学、数学、医学、化学、地理学、哲学、神学などの分野で、ムスリムや非ムスリムの学者たちが共同で研究と討論を行った。
科学的知識の発展
単に古典を翻訳・保存するだけでなく、既存の知識を発展・深化させるための研究も行われ、のちのヨーロッパの学問に大きな影響を与えた。

## 当施設の翻訳家、学者、スタッフ、および周辺人物
スタッフや学者の多くは、シリアのネストリウス派や非カルケドン派（合性論派）のキリスト教徒、ハッラーン出身のサービア教徒であった。ローマ帝国主要部のキリスト教は、4世紀から6世紀にかけて、「イエス・キリストは神の属性のみを持つ」という思想（単性論：正統派とされた側からは合性論もその一種と見なされた）と、その逆に「キリストの位格は神格と人格との2つの位格に分離される」という思想（ネストリウス派）を異端としてしまった。そのため、ネストリウス派などは東方に逃れることとなった。
- ヤハヤー・イブン＝マーサワイヒ - 初代館長。キリスト教徒
- フナイン親子 - 翻訳家。キリスト教徒
  - フナイン・イブン・イスハーク（Hunayn ibn Ishaq） - ギリシア語からアラビア語への翻訳者。医学・哲学書を多数翻訳。特にヒポクラテス、ガレノスなど。中核的存在とも言える。翻訳学校を主導。
  - イスハーク・イブン・フナイン - 息子。父同様に翻訳活動に従事し、知恵の館との関係が濃厚な人物。
- アル＝キンディー（Al-Kindi） - 「アラブの哲学者」と呼ばれ、アリストテレス哲学をイスラーム世界に紹介した。光学や音楽理論にも貢献。「知恵の館」の支援を受けた翻訳事業に関わったが、彼自身が館の職員だったという確かな証拠があるわけではない[2]。
- アル＝フワーリズミー（Al-Khwarizmi） - 数学者、天文学者で、代数学の創始者。彼の名前は「アルゴリズム（algorithm）」の語源となった。バグダードの知恵の館に実際に勤務していたことが史料に明記されている[3]。
- アル＝ファーラービー（al-Fārābī）- トルコ系ムスリム。哲学者・論理学者。プラトンとアリストテレスの思想を統合し、「第二の師」と称される。

### 関係が濃厚な人物
職員として所属していなかったが関係が濃厚だった人物もいる。
- サービト・イブン・クッラ（Thābit ibn Qurra） - サービア教徒（ハランの星辰信仰）。数学、天文学、医学に通じた博学者。ユークリッド幾何学の注釈や独自の定理で知られる。バグダードで活動し、知恵の館との関係が指摘されるが、必ずしも館の内部に所属していたとは言い切れない。だが関与は広く認められている。
- クスター・イブン＝ルーカーは当時のバグダッド在住の翻訳家で。バグダードの翻訳運動全体に関与していた。キリスト教徒。
- ヤフヤー・イブン・アディー（Yaḥyā ibn ʿAdī）- バグダードで学んだ。アリストテレス哲学の翻訳と注釈。論理学に貢献。キリスト教徒（ヤコブ派）。弟子にイスラーム哲学者が多くいた。

## 略史
もとはサーサーン朝の宮廷図書館のシステムを引き継いだものだった。

### 設立
伝統的にはカリフ・ハールーン・アッ＝ラシード（在位786–809年）によって設立されたとされているが、最も大きく発展したのはその子カリフ・アル＝マアムーン（在位813–833年）の時代である。

### 黄金期
おおよそ9世紀初頭から10世紀中頃まで。この時期の知恵の館は翻訳、哲学、科学、学問研究の活発な中心地となっていた。

### 衰退
10世紀に入り、アッバース朝の政治的不安定や中央集権の弱体化、支援体制の変化などにより、制度的な支えが失われていった。

### 実質的な終焉
10世紀中頃には当施設は事実上の活動を終えたと考えられているが、その後もしばらくの間、当施設の所在地であるバグダードは学問の中心地としての地位を保っていた。

### 完全な破壊
1258年、モンゴル軍によるバグダード侵攻、および陥落の際に市街と共に完全に破壊され、知恵の館はその膨大な文書と共に灰燼に帰した。侵略側のモンゴル帝国の将軍はフレグ・ハン（Hulagu Khan）で、侵略された際のアッバース朝のカリフはムスタアスィムだった。この侵略は、イスラーム世界における歴史的転換点とされる非常に重要な事件であり、これがアッバース朝カリフ制の実質的な終焉と、バグダードにおける文化・学問の黄金時代の終結を招いた。
14世紀のペルシャの歴史家であるイブン・アスィール（Ibn al-Asir）は目撃証言に基づいて『アル＝カーミル・フィ・タリーフ（Al-Kamil fi al-Tarikh）』において、モンゴル軍がバグダードを占領し膨大な数の書物をティグリス川に投げ込んだ結果、川の水が本のインクで黒く染まったと記録している。この記述は、当時の文献や書物の量や重要性、およびモンゴル軍の破壊がもたらした文化的損失の深刻さを示すものとして広く引用されている。この破壊と知識の喪失が、イスラーム世界に取り返しのつかない損害を与えた。
知恵の館が、間違いなく、バグダッドのどこかにあったことは多くの文書の記述で分かっているが、モンゴル軍の破壊の後に町並みが変わり、現在では知恵の館があった正確な位置も特定できなくなっている。

## 学問への貢献など
当施設で行われた翻訳のおかげでイスラム世界のさまざまな人々がアラビア語で学問を論ずるようになり、アラビア語は知的言語・共通言語としての力を高めることともなった。
古代ギリシアからヘレニズムの科学や哲学などの伝統が、イスラム世界に本格的に移植・紹介され、独自の発展をたどることとなった。

### ユダヤ教徒への影響
ユダヤ教徒も、サアディア・ベン・ヨセフやマイモニデスは言うまでもなく、哲学関係の書をアラビア語で読み書きするようになった。それまでユダヤ教徒の間ではアラム語やギリシア語が共通語・日常語であったが、アラビア語に取って代わられるようになった。ユダヤ教やシナゴーグ、聖書解釈・詩作といったものなどに関する場面以外は、アラビア語で話し、書くようになっていった。
なお、当施設とその所在地のバグダードがモンゴル軍によって破壊されると、イスラム世界におけるギリシア哲学研究は停滞し始め、学問の世界でアラビア語の地位が低下してゆき、ユダヤ教徒も次第に哲学に関してヘブライ語で書くようになり、すなわち書き言葉としてのヘブライ語の復興が起きた。またヨーロッパでアラビア語からラテン語への翻訳運動が盛んになるにつれ、ラテン語を学ぶユダヤ教徒も出てきた。

## アラビア語名称
アラビア語表記
بَيْتُ الْحِكْمَةِ
主なラテン文字転写
Bayt al-Ḥikmah、Bayt al-Ḥikma もしくは Bait al-Ḥikmah、Bait al-Ḥikma
Baytの「-ay-」は実際には二重母音アイ（-ai-）となるため海外資料・記事のラテン文字転写では2通りの表記が見られる。
また複合語語末の ـة（ター・マルブータ）は文語アラビア語（正則アラビア語、フスハー）では本来休止形において ـه（h）の音で発音されることから al-Ḥikmah という転写が存在する根拠となっている。
なお現代会話では ـة（ター・マルブータ）は t とも h とも発音されず黙字として読み飛ばすため、al-Ḥikma という転写も広く用いられている。
実際の発音
ラテン文字転写の通り分かち書きをするとバイト・アル＝ヒクマとなるが、アラビア語ではこれらをつなげ読みするため baytu-l-ḥikma(h) すなわち baitu-l-ḥikma(h), バイトゥ・ル＝ヒクマ（バイトゥルヒクマ）と発音される。また口語アラビア語ではuがo寄りで発音される（baito-l-ḥikma(h)）こともあり、バイトルヒクマというカタカナ表記が用いられている例も見られる。

## 衰退した背景
10代カリフ・ムタワッキル（在位：847年 - 861年）はマアムーン時代から続くムウタズィラ学派擁護政策を放棄した。これはムウタズィラ派の極端な合理主義・思弁主義的思想に反発する形で擡頭して来た伝統主義者、いわゆる「ハディースの徒（アフル・アル＝ハディース ahl al-ḥadīth ）」に配慮したものであった。「ハディースの徒」と呼ばれた伝統主義の人々の立場は、おもにイスラーム法の法源は第1にはクルアーンであり、預言者ムハンマドにまつわるハディースはこれに次ぐものとしていた。アッバース朝初期の神学論争ではクルアーンやハディースで語られている「唯一なる神アッラーの絶対性」を巡る議論が交わされていたが、「ハディースの徒」をはじめとする伝統主義の考えでは、「クルアーン創造論」を巡る論争のようにムウタズィラ派にみられるようなギリシア・ローマ哲学流の「合理主義」的な経典解釈ではクルアーンやハディースで語られている「アッラーの絶対性」を損ねるものと受け止められ、一般的なムスリム信徒たちの宗教的な心情とも遊離しつつあった。また、ムウタズィラ派系の人々が使用していたアラビア語の術語は、従来のアラビア語では見られないようなギリシア語的な翻訳語を多用する場合が多く、ハディース学・伝承学の分野で必須の伝統的なアラビア語文法学を修めた伝統主義的な学識者にとって、ムウタズィラ派の人々の論説で使われている言い回しは「アラビア語らしからぬ新奇な表現」と映った。ムタワッキルの時代はサーマッラーに遷都したままであり、カリフからの庇護を失った「知恵の館」も翻訳活動においてアラビア語を優先するそのクルアーンやハディースの解釈には伝統的なアラビア語学の知識が不可欠であったのと以降の反動期によって、活動が急速的に衰えていくこととなった。